# Vogelfreistätte Weiherhammer
Die Vogelfreistätte Weiherhammer ist ein Naturschutzgebiet in Weiherhammer im Oberpfälzer Landkreis Neustadt an der Waldnaab in Bayern.
Das Naturschutzgebiet befindet sich östlich vom Ortskern von Weiherhammer. Es ist Bestandteil des Naturpark Nördlicher Oberpfälzer Wald, des Landschaftsschutzgebietes LSG Oberpfälzer Hügelland im westlichen Landkreis Neustadt a.d.Waldnaab  und des Fauna-Flora-Habitat-Gebiets Heidenaab, Creussenaue und Weihergebiet nordwestlich Eschenbach.
Das etwa 19 ha große Areal umfasst im Wesentlichen die Wasserfläche sowie die Verlandungszonen des Hammerweihers im Norden. Es war früher Bestandteil einer kilometerlangen Teichkette, die in erster Linie zur Vergleichmäßigung der Wasserspende für die Anfang des 18. Jahrhunderts gegründete Waffenschmiede diente. Es ist ein wichtiger Lebensraum für Wasservögel und ein bedeutender Rastplatz beim Vogelzug.
Das Naturschutzgebiet wurde am 22. März 1939 und am 5. Januar 1951 sowie am 24. November 1976 mit geänderter Verordnung erneut ausgewiesen.